# شهرستان کیمرسکی
شهرستان کیمرسکی (به لاتین: Kimrsky District) یک شهرستان در روسیه است که در استان تور واقع شده‌است.